# Sogra i nora
Sogra i nora és una comèdia en tres actes, en prosa, original de Josep Pin i Soler, estrenada al teatre Novetats de Barcelona, la vetlla del 14 d'octubre del 1890.
L'acció passa a l'època de l'estrena (1890), a la vil·la Fontfreda, un mas antic entre les províncies de Lleida i Tarragona.

## Repartiment de l'estrena
- Enriqueta (la Nora): Carlota de Mena
- Donya Rosa (La Sogra): Concepció Palà
- Mrs. Price (Helena): Carme Parreño
- Marineta (cambrera): Caterina Fontova
- Tuies (masovera): Elvira Morera
- La Nena Elisa: Carlota Freixa
- Doctor Grau: Teodor Bonaplata
- Pau: Hermenegild Goula
- Quimet: Ramon Soler Maymó
- Bartomeu: Lleó Fontova
- Miquel: Lluís Muns
- Nens i nenes, criats, cambreres, dides, etc.
- Direcció artística: Antoni Tutau